# Eugène Pottier
Eugène Edine Pottier (Parijs, 4 oktober 1816 – aldaar, 6 november 1887) was een Franse socialist, revolutionair en dichter.

## Leven en werk
Pottier groeide op in Parijs, waar hij op jeugdige leeftijd ging werken in een textielfabriek. Geïnspireerd door de chansons van Pierre-Jean de Béranger ging hij zelf strijdliederen schrijven. Tijdens de Februarirevolutie en het Juni-oproer in 1848 in Parijs werden zijn liederen gezongen. Ook zelf stond hij op de barricaden.
Pottier onderschreef de ideeën van Karl Marx. De door hem opgerichte vakbond sloot zich aan bij de Eerste Internationale. Ook in 1871 stond hij weer op de barricaden in Parijs. Tijdens de Commune van Parijs was hij bataljonscommandant en korte tijd burgemeester van een van de Parijse arrondissementen. Na het neerslaan van deze revolutioneire beweging moest hij vluchten. Hij nam de benen via Engeland naar Amerika. Nadat de Communards in 1879 gratie hadden gekregen was ook voor hem de weg vrij om terug te keren naar Parijs, waar in in 1887 op 71-jarige leeftijd overleed. Hij ligt begraven op het Cimetière du Père-Lachaise in Parijs.

### De Internationale
Hoewel Pottier vele strijdliederen op zijn naam heeft staan is hij het meest bekend geworden als de tekstdichter van de oorspronkele versie van de Internationale. Hij schreef de eerste versie van de International in juni 1871, vlak na het einde van de Commune. In 1913 schreef Vladimir Lenin ter gelegenheid van zijn 25e sterfdag een artikel over Pottier in de Pravda.

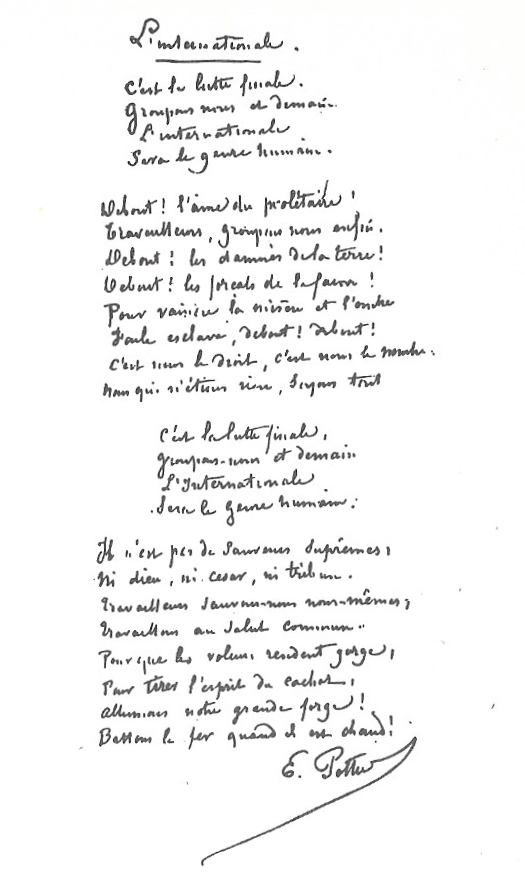
De door Pottier in 1871 geschreven tekst van de International

- Bibsys: 98038606
- Biblioteca Nacional de España: XX1489751
- Bibliothèque nationale de France: cb12180984m (data)
- CiNii: DA05087276
- Gemeinsame Normdatei: 118741659
- International Standard Name Identifier: 0000 0001 1047 2747
- Library of Congress Control Number: n80038367
- Nationale Bibliotheek van Letland: 000181427
- MusicBrainz: 9cd2ef4c-1c6f-41be-8527-4e6d87877059
- Nationale Bibliotheek van Tsjechië: skuk0001128
- Nationale bibliotheek van Australië: 35789476
- Nationale Bibliotheek van Israël: 987007271782305171
- Nationale Bibliotheek van Polen: a0000002227735
- Nationale en Universitaire bibliotheek Zagreb: 000071353
- Nederlandse Thesaurus van Auteursnamen: 152233695
- Istituto Centrale per il Catalogo Unico: IEIV030255
- LIBRIS: 276167
- SNAC: w6kd2737
- Système universitaire de documentation: 03038463X
- Trove: 1088688
- Virtual International Authority File: 27109936
- WorldCat: E39PBJqbj4PyTjmXG8RyYwHDMP